# Bonnevaux-le-Prieuré
Bonnevaux-le-Prieuré korábbi község (település) Franciaországban, Doubs megyében. 2016. január 1-jén a korábbi Ornans községgel egyesült és az azonos nevű Ornans új község része lett.
Lakosainak száma 118 fő (2018. január 1.). Bonnevaux-le-Prieuré Foucherans, Ornans és Saules községekkel határos.

## Népesség
A település népességének változása:
| Lakosok száma | 82   | 73   | 77   | 93   | 93   | 111  | 109  | 112  | 118  | 118  |
|               | 1962 | 1968 | 1982 | 1990 | 1999 | 2008 | 2011 | 2013 | 2017 | 2018 |